# Trachylepis pendeana
Trachylepis pendeana är en ödleart som beskrevs av  Ivan Ineich och CHIRIO 2000. Trachylepis pendeana ingår i släktet Trachylepis och familjen skinkar. Inga underarter finns listade i Catalogue of Life.